# Enlightenment
Enlightenment（亦常简称为E），0.17以前版本属于X窗口管理器，0.17版已经接近完整的桌面环境。而從0.19版開始，同時也是Wayland的合成管理器 。
曾为GNOME默认窗口管理器。

## 版本
经过十多年的开发，现在此项目维护的版本为0.16版（亦称DR16）和0.17（开发时亦称DR17，即Development Release 17）版，其中0.16版于1997年首次发布，而0.17版项目从2000年12月启动 ，并于2012年12月21日发布官方正式版0.17.0。

### E16
Enlightenment DR16的第一个版本发布於1996年10月30日。

### E17
仍在活跃地开发中，现今最新版本为0.17.5。
核心特性
- 可变换主题，且同时具有基于菜单和命令行的主题设置界面
- 内建文件管理器EFM（现时尚不稳定）
- 可设桌面图标（需加载EFM模块）
- 虚拟桌面切换特效
- 使用模块化构架 – 动态加载组件，标配的模块如
  - Pager – 在不同虚拟桌面间切换
  - iBar – 运行应用程序
  - iBox – 存放展示已最小化的窗口
  - Engage（原iTask NG） – 类似Mac OS X的dock
  - Dropshadow – 窗口阴影
  - 钟表 – 模拟石英钟
  - 电量 – 监视笔记本电脑电量
  - CPUFreq – 监视笔记本电脑CPU
  - 温度计 – 监视笔记本电脑温度
  - Illume – 适用于移动设备的用户界面配置
- 组件可直接显示在桌面上，亦可利用书架来放置组件和管理组件外观
- 可设置动画化互动式的桌面背景，菜单项，iBar项以及桌面组件
- 窗口阴影，图标化，最大化及粘附模式设置
- 可定制快捷键
- 多语言支持
- 支持所有必要的标准（NetWM、ICCCM、XDG）